# Canelas (Peso da Régua)
Canelas is een plaats (freguesia) in de Portugese gemeente Peso da Régua en telt 942 inwoners (2001).